# Kraśnik rzęśniowiec
Kraśnik rzęśniowiec, kraśnik rzęsinowiec, kraśnik karyncki, kraśnik sparcetek (Zygaena carniolica) – gatunek motyla z rodziny kraśnikowatych i podrodziny Zygaeninae. Zamieszkuje Europę i zachodnią Azję.

## Taksonomia
Gatunek ten opisany został po raz pierwszy w 1763 roku przez Giovanniego Antonia Scopoliego pod nazwą Sphinx carniolica. Współcześnie klasyfikowany jest w rodzaju Zygaena i podrodzaju Agrumenia. W jego obrębie tworzy grupę gatunków carniolica wraz z Zygaena occitanica. W obrębie gatunku wyróżnia się liczne podgatunki o niepewnym statusie:

- Zygaena carniolica albarracina Staudinger, 1887
- Zygaena carniolica amanda Reiss, 1921
- Zygaena carniolica amistosa Aistleitner & Lencina Gutiérrez, 1995
- Zygaena carniolica apennina Turati, 1884
- Zygaena carniolica berolinensis Lederer, 1853
- Zygaena carniolica carniolica Scopoli, 1763
- Zygaena carniolica cruenta	 Pallas, 1773
- Zygaena carniolica crymea Stauder, 1925
- Zygaena carniolica descimonti Lucas, 1959
- Zygaena carniolica diniensis Herrich-Schäffer, 1852
- Zygaena carniolica flaveola Esper, 1786
- Zygaena carniolica graeca Staudinger, 1870
- Zygaena carniolica hedysari Hübner, 1796
- Zygaena carniolica leonhardi Reiss, 1921
- Zygaena carniolica magdalenae Abeille, 1909
- Zygaena carniolica modesta Burgeff, 1914
- Zygaena carniolica moraulti Holik, 1938
- Zygaena carniolica rhaeticola Burgeff, 1926
- Zygaena carniolica roccii Vérity, 1920
- Zygaena carniolica siciliana Reiss, 1921
- Zygaena carniolica suavis Burgeff, 1926
- Zygaena carniolica virginea Müller, 1766
- Zygaena carniolica wiedemannii Ménétriés, 1839

## Morfologia

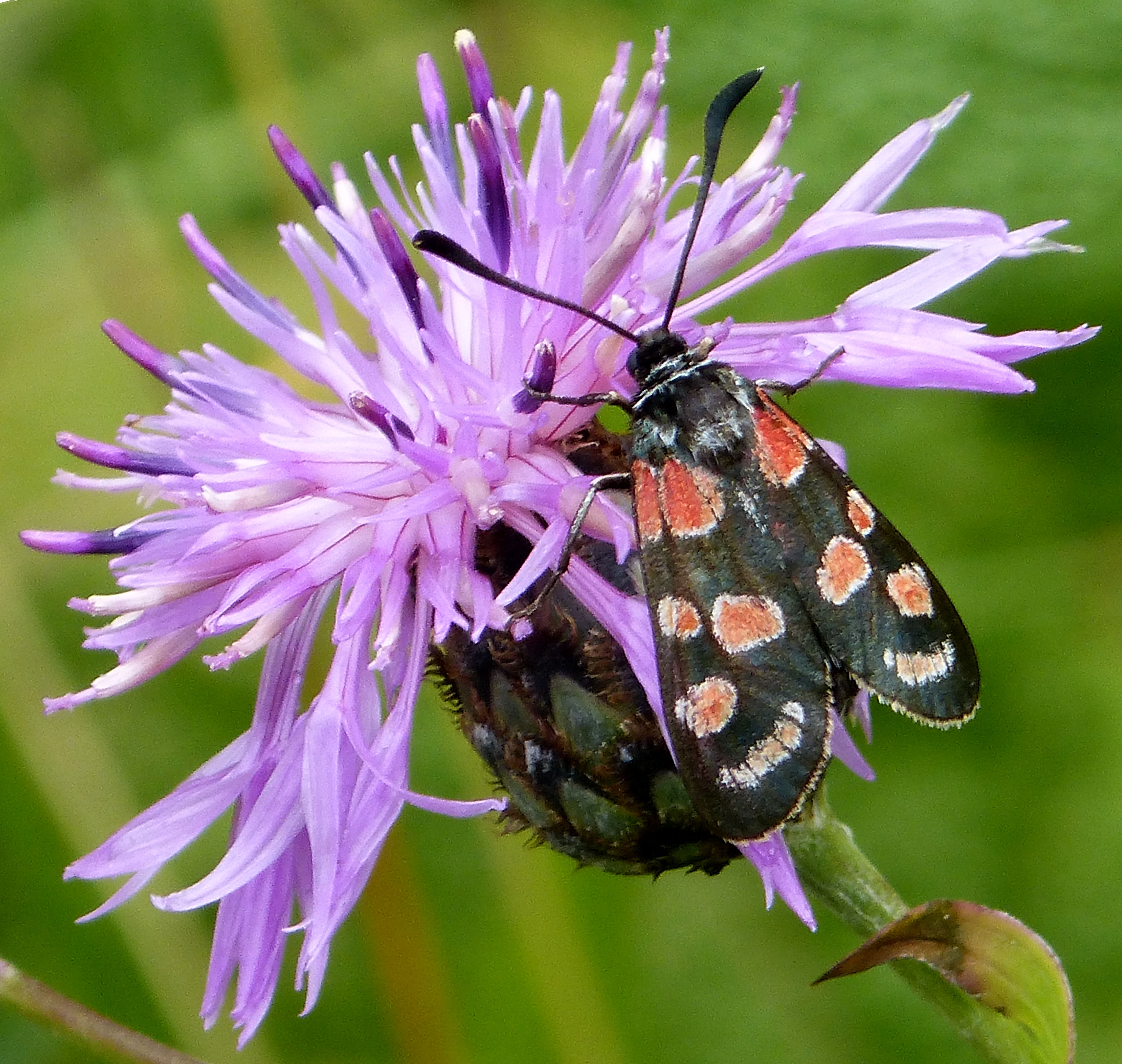
Imago na kwiecie

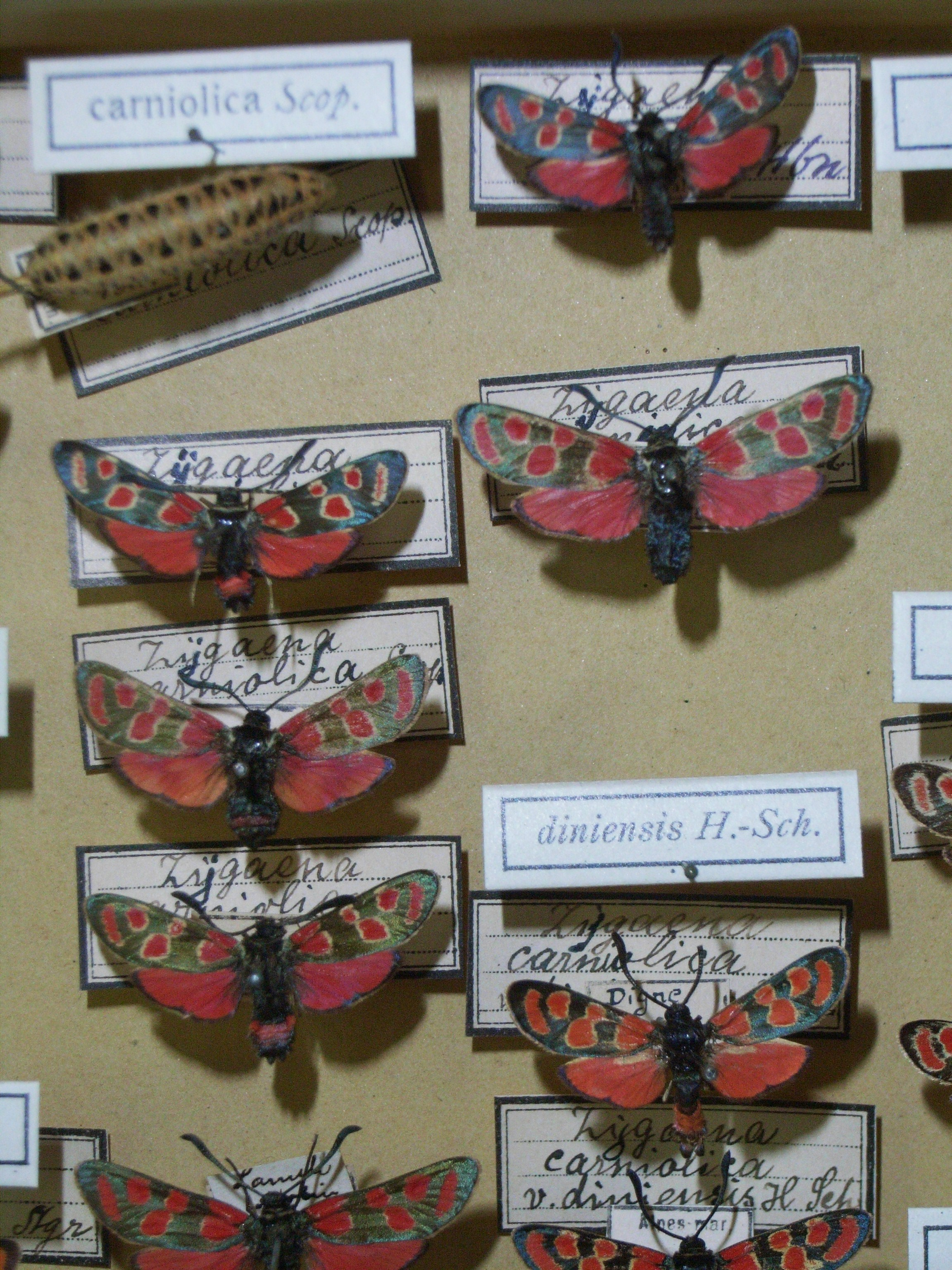
Seria okazów z gąsienicą w lewym górnym rogu

Motyl ten osiąga od 25 do 34 mm rozpiętości skrzydeł. Ciało ma krępo zbudowane. Głowa zaopatrzona jest w maczugowate, drobno piłkowane czułki. Szeroki tułów jest czarny z biało obwiedzionymi patagiami i tegulami. Przednie skrzydło osiąga od 11 do 16 mm długości i jest nieprześwitujące. Jego tło jest czarne z granatowym połyskiem metalicznym. Na tym tle występuje bardzo zmienny wzór z plam, których barwa typowo jest czerwona, ale może być od żółtej po kawowobrunatną. Typowo występuje sześć plam, z których ostatnia jest półksiężycowata i biegnie równolegle do zewnętrznej krawędzi skrzydła między piątą gałęzią żyłki radialnej (R5) a drugą gałęzią żyłki kubitalnej (Cu2). Plamy te mogą się jednak łączyć ze sobą lub ulegać redukcji. Plamy najczęściej mają białożółte obwódki, które mogą się rozlewać na większą część tła skrzydła przedniego. Skrzydła tylne mają czarne obwódki, natomiast ich tło może być żółte, żółtopomarańczowe, różowe, czerwone lub kawowobrunatne.
Odwłok jest czarny z metalicznym połyskiem, zwykle zaopatrzony w różnie szeroką czerwoną obrączkę, ale może ona ulegać redukcji, a nawet całkiem zanikać. Genitalia samca mają walwy o krawędziach dolnej i górnej równoległych, a zewnętrznej do nich prostopadłej. Wyrostki unkusa położone są blisko siebie, cienkie, stożkowato zwężające się ku szczytom i tam zaostrzone. Edeagus ma pozbawioną kolców płytkę brzuszną (lamina ventralis). Narządy kopulacyjne samicy cechują się znamieniem torebki kopulacyjnej zbudowanym z rozmieszczonych na planie owalnej plamy kolców o cebulkowatej formie.

## Biologia i ekologia
Owad ten zamieszkuje siedliska otwarte, suche i nasłonecznione. Preferuje murawy kserotermiczne, szczególnie o wapiennym podłożu, jednak spotykany jest też na skrajach lasów, przytorzach i przydrożach. Owady dorosłe aktywne są od czerwca do sierpnia. Odżywiają się nektarem kwiatowym, preferując kwiaty o fioletowej barwie. Nocują gromadnie na łodygach roślin.
Zapłodniona samica składa żółtawo zabarwione jaja w klastrach na roślinach żywicielskich gąsienic. Gąsienice są fitofagami żerującymi na komonicy zwyczajnej, przelocie pospolitym, sparcecie siewnej i szyplinie jedwabistym. Są stadium zimującym; na miejsce hibernacji wybierają przyziemną warstwę roślinności. Po przezimowaniu żerują do czerwca. W pełni wyrośnięte gąsienice konstruują na roślinach żywicielskich lub trawach kokony i w nich się przepoczwarczają.

## Rozprzestrzenienie
Gatunek zachodniopalearktyczny. W Europie znany jest z Hiszpanii, Andory, Francji, Belgii, Luksemburgu, Niemiec, Szwajcarii, Austrii, Włoch, Łotwy, Polski, Czech, Słowacji, Węgier, Białorusi, Ukrainy, Mołdawii, Rumunii, Bułgarii, Słowenii, Chorwacji, Bośni i Hercegowiny, Serbii, Czarnogóry, Albanii, Macedonii Północnej, Grecji oraz europejskich części Rosji i Turcji. Dalej na wschód występuje przez Turcję po Iran.
W Polsce występowanie tego gatunku jest bardzo lokalne. Północna granica jego zasięgu w tym kraju przebiega przez środkową część Wielkopolski i okolice Łodzi. Na Czerwonej liście zwierząt ginących i zagrożonych w Polsce umieszczony został ze statusem gatunku bliskiego zagrożenia (NT). Również na „Czerwonej liście gatunków zagrożonych Republiki Czeskiej” ma status gatunku bliskiego zagrożenia.